# Gekijō-ban Bleach: Fade to Black - Kimi no na o yobu
Gekijō-ban Bleach: Fade to Black - Kimi no na o yobu (劇場版BLEACH Fade to Black 君の名を呼ぶ? lett. "Bleach versione cinematografica: dissolvenza al nero - Chiamo il tuo nome) è un film d'animazione del 2008 diretto da Noriyuki Abe.
Si tratta del terzo film dedicato alla serie manga e anime di Tite Kubo Bleach. Il film è uscito nelle sale cinematografiche giapponesi il 13 dicembre 2008.
Per la promozione del film sono stati usati spezzoni vari della pellicola negli episodi che vanno da 202 a 205. Il film si può collocare dopo la saga degli Arrancar per il fatto che Ichigo può hollowificarsi quando vuole.

## Trama
Nel laboratorio della 12ª Divisione, Mayuri Kurotsuchi viene attaccato da un misterioso individuo armato di falce e viene rubato un misterioso oggetto. Dopo essere stato colpito, il capitano perde la memoria e tutta la Soul Society viene attaccata da una strana sostanza liquida. Rukia Kuchiki assiste impotente alla scena e subito dopo viene raggiunta da una ragazza, che le dice che tutti si dimenticheranno della sua esistenza. Detto questo, anche la Shinigami viene falciata. Tutti gli Shinigami così si dimenticano della sua esistenza.
Ichigo Kurosaki, nel mondo terreno, sente che Rukia è nei guai. Dopo essersi recato da Kisuke Urahara, che sembra non ricordare Rukia, si dirige alla Soul Society assieme a Kon. Qui Ichigo si rende conto che a essere stata dimenticata non è solo Rukia, ma anche lui non sembra più essere ricordato da nessuno Shinigami. Ichigo, dopo rapidi scontri con Shuhei Hisagi, Renji Abarai e Sajin Komamura, si reca verso la dimora di Byakuya Kuchiki. Qui vede il Capitano davanti ad una foto di Hisana, la defunta moglie, e il leoncino la scambia erroneamente per Rukia. Byakuya si stupisce del fatto che Ichigo conosca il nome di sua moglie e gli chiede come fa a saperlo. Neanche lui si ricorda più né di Rukia né di Ichigo, ma dà al ragazzo un importante indizio: afferma che Hisana è cresciuta nel quartiere 78 del Rukongai, "Inuzuri". In questo luogo Rukia si risveglia, senza più ricordarsi niente del suo passato da Shinigami. I suoi due rapitori la trattano amorevolmente e si scopre che in passato Rukia aveva trovato i due, ancora bambini, e li ha aveva allevati come fossero suoi figli. I due, che sono fratelli, ora sono in attesa di ricevere i nomi che Rukia aveva promesso di dare loro.
Ichigo dopo mille ricerche, riesce a trovare Rukia sul monte dove stanziano le tombe dei suoi vecchi amici. Rukia, tuttavia, sembra aver dimenticato del tutto il suo vecchio migliore amico. Nel mentre cerca di aprire una conversazione con lei, Ichigo viene bruscamente interrotto dall'arrivo dei due fratellini che hanno rapito Rukia, portandola via. Demoralizzato notevolmente dopo questo incontro, Ichigo è costretto a fronteggiare altri suoi vecchi alleati: Tōshirō Hitsugaya, Ikkaku Madarame e Yumichika Ayasegawa. Con l'arrivo del comandante Yamamoto, tutto sembra perduto, ma l'inaspettato aiuto di Urahara con Yoruichi Shihoin permette a Ichigo di scappare assieme a Renji, che ha ricordato il suo scontro con Ichigo e capisce che non è lui il vero nemico.
Urahara, arrivato alla Soul Society nonostante il suo esilio, comunica agli Shinigami presenti la sua teoria, secondo la quale ciò che dice Ichigo agli smemorati Shinigami corrisponde a realtà. Nessuno si ricorda più di lui poiché il suo potere gli è stato conferito da Rukia, e dimenticandola viene indirettamente coinvolto anche lui nell'amnesia totale. Kurotsuchi, invece, è ancora ricordato da tutti in quanto ha realizzato in laboratorio una copia artificiale della sua memoria, accessibile a tutti gli Shinigami. Convince tutti dicendo che ciò che sostiene Ichigo non è inverosimile, poiché quando era ancora capitano della 12ª Divisione aveva analizzato un Hollow capace di rimuovere i ricordi, e teme che si sia impossessato dei rapitori di Rukia.
I due fratellini, arrivati con Rukia nel laboratorio della 12ª Divisione, cercano di annientare la Soul Society, facendola attaccare dalla sostanza liquida di inizio film, rafforzandola con l'oggetto rapito all'inizio, cosicché più nessuno Shinigami avrebbe potuto portare via da loro Rukia. Ichigo e Renji arrivano troppo tardi, assistendo non solo alla nascita di un mostro enorme generato dall'oggetto rapito nel laboratorio, ma anche all'assorbimento di Rukia da parte dei due fratellini, che cercano di far restare per sempre con loro la Shinigami. Mentre i capitani Shinigami più Urahara e Yoruichi affrontano e sconfiggono il mostro, Ichigo, Renji e Byakuya affrontano Rukia "posseduta". Sono consapevoli di non poterla uccidere, altrimenti perderebbe la vita anche la vera Rukia. Ichigo decide quindi di fare come fece Rukia con lui, ovvero di infilzarla e trasmetterle i suoi poteri per farla tornare come prima. L'operazione riesce: Rukia si salva, ma i due fratelli ormai sono spacciati. Sul punto di morte, Rukia in lacrime rivela loro i nomi: Shizuku e Homura. Dopodiché i due fratelli, che avevano avuto come unico desiderio quello di restare assieme alla loro "mamma", muoiono. Ichigo, infine, dice a Rukia che forse un giorno potrà rivederli. Poiché Ichigo la chiama "Shinigami", Rukia risponde "non chiamarmi Shinigami, chiamami Rukia Kuchiki".

## Colonna sonora
Tutte le musiche sono state composte da Shirō Sagisu:
- 01 Fade to Black_A02
- 02 Fade to Black_A05a
- 03 Fade to Black_A06
- 04 Pray That You Always Understand Me_FX
- 05 Guitar Test_A Cappella
- 06 Nothing Can Explained_Instrumental 2008
- 07 Fade to Black_3BLM_46
- 08 Fade to Black_3BLM_51a
- 09 Suite "Never Meant to Belong" 1st Mouvement:Violin
- 10 Suite "Never Meant to Belong" 2nd Mouvement:Cello&Orchestra
- 11 Suite "Never Meant to Belong" 3rd Mouvement:Piano
- 12 Fade to Black_A04a
- 13 Fade to Black_B07a
- 14 Suite "Will of the Heart" 1st Mouvement:Cello&Orchestra
- 15 Suite "Will of the Heart" 2nd Mouvement:Violin
- 16 Fade to Black_B03
- 17 Fade to Black_BLM_01a
- 18 Guitar Test
- 19 Fade to Black_B14
- 20 Fade to Black_B13a
- 21 What Can You See in Their Eyes
- 22 Stand Up Be Strong(Part I)
- 23 Stand Up Be Strong(Part II)
- 24 Pray That You Always Understand Me
- 25 Pray That You Always Understand Me_Piano
- 26 Suite "Going Home" 1st Mouvement:Cello&Orchestra
- 27 Suite "Going Home" 2nd Mouvement:Piano Solo
- 28 Fade to Black_Irish Dance
- 29 Pray That You Always Understand Me_Tony's Cello

La sigla di chiusura del film è Koyoi, Tsuki ga Miezu Tomo dei Porno Graffitti.